# Горсткин-Вывюрский, Михал
Михал Павел Горсткин-Вывюрский (пол. Michał Paweł Gorstkin-Wywiórski) (14 марта 1861 года в Варшаве – 30 мая 1926 года в Берлине) – польский художник.

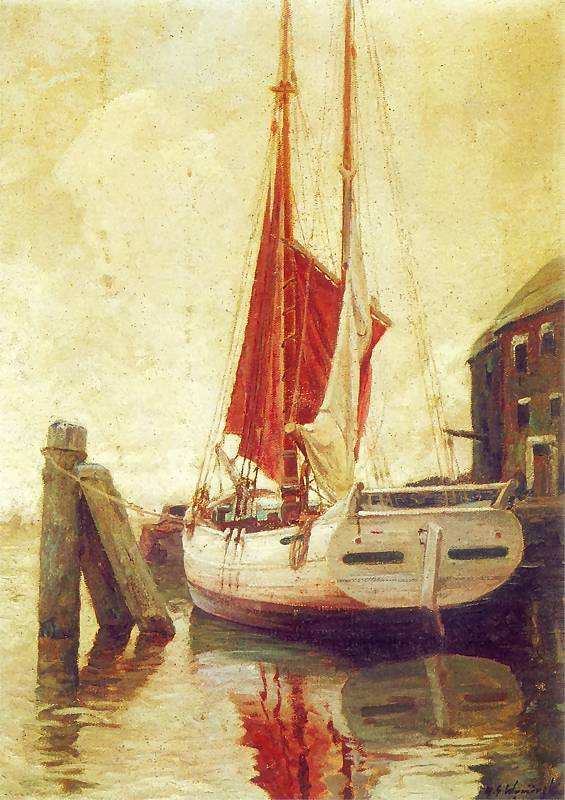
Парусная барка в порту

## Биография
Был сыном российского офицера Павла Горсткина и польки Юзефины Вывюрской, но всегда считал себя поляком.
Изучал химию в Рижском политехническом институте, потом в Цюрихе. В Швейцарии начал заниматься любительской живописью. В 1883-1887 годах учился живописи в Академии изящных искусств в Мюнхене у профессоров Рауппа и Гысиса и в частных мастерских Юзефа Брандта и Альфреда Веруш-Ковальского. Много путешествовал по Европе. До 1896 года проживал в Мюнхене, потом в Берлине, с 1904 года поселился в Познани.

## Творчество
Сначала занимался жанровой живописью, главным образом, восточной тематикой. Около 1890 года начал заниматься пейзажем. Художники – авторы крупноформатных панорам Войцех Коссак, Юлиан Фалат и Ян Стыка предложили ему сотрудничество при создании пейзажного фона создаваемых ими картин.
Михаил Вывюрский был также успешным автором морских пейзажей.